# Pointe des Émigrés
La pointe des Émigrés est un site naturel de Vannes (Morbihan).

## Toponymie
La pointe des Émigrés s'appelait au XVIIIe siècle, Pointe Kérero
Le nom de la pointe des Émigrés rappelle l'exécution des 259 Émigrés fusillés à Vannes en 1795 après l'échec du débarquement de Quiberon.

## Description
Cet espace vert protégé d'environ 30 hectares (dont 10 hectares de marais), est situé dans le quartier de Conleau, le long de la Marle. Il culmine à 11 mètres. Avec les rives du Vincin, un site voisin situé de l'autre côté de la presqu'île de Conleau, il forme un ensemble protégé de 70 hectares. La pointe des Émigrés est sillonnée de plusieurs sentiers pédestres totalisant environ 3 kilomètres.

## Écologie
Le site est protégé par le Conservatoire du littoral depuis 1986. Il est composé de plusieurs paysages : marais, lande, pinède, prés salés, vasière, prairie. On y rencontre de nombreuses espèces d'oiseaux : héron cendré, bécassine des marais, etc. Les plantes caractéristiques du site sont le millepertuis perforé, la mauve musquée, la renoncule des marais, les orchidées sauvages, le jonc, le saule, etc.
Les prairies sont pâturées par des ânes et des moutons.

## Historique
En 1795, 748 personnes, émigrés prisonniers de l'expédition de Quiberon, sont fusillées dans le département du Morbihan. L'état-major de l'expédition est exécuté le 28 juillet à Vannes, sur la butte de la Garenne. 374 autres personnes sont fusillées autour de la ville, dont une partie à l'Ermitage de Keravelo, proche de Kerero. En souvenir de leur exécution, le lieu a pris le nom de pointe des Émigrés. 
Jusqu'à sa démolition dans les années 1970/80, on pouvait voir dans une maison de la route de Conleau des graffiti représentant des bâtiments de leur flotte, peut-être dus à des émigrés ou des chouans qui s'y seraient cachés ou à des observateurs locaux de ces événements. Sur la côte, deux rochers légèrement retaillés ont pris le profil joufflu de Louis XVI et de Marie-Antoinette. 

## Référence
1. ↑  Les cartes du golfe du Morbihan
2. 1 2 3  Mairie de Vannes: Pointe des émigrés
3. ↑  Morbihan.com: Pointe des Émigrés
4. ↑  Daniel Élie, Les Martyrs de Quiberon (1795), Paris, Téqui, 1928, 70 pages, [consulter en ligne (page consultée le 22 décembre 2011)]